# Биробиджанская областная филармония

«Скрипач на крыше»
Скульптура перед филармонией.

Стелы с музами на площади перед филармонией.

Биробиджа́нская областна́я филармо́ния — филармония в Биробиджане, основанная в 1977 году.
С 1995 года филармония называется — «Областное государственное бюджетное учреждение культуры „Биробиджанская областная филармония“».
Концертный зал рассчитан на 680 зрительских мест.

## История
С момента основания в 1977 году и до постройки нового здания участники филармонии занимали комнаты в Дворце культуры. В 1984 году по индивидуальному проекту на Театральной площади города на берегу Биры было построено новое здание для филармонии.
С 2001 года часть здания площадью в 1556,7 кв. метров перешло в собственность к частному лицу. На этой площади размещался ресторан «Театральный».
В 2020 году Комитет по управлению государственным имуществом направил иск о взыскании убытков, необходимых для устранения ущерба, понесенных в результате ненадлежащего содержания собственником нежилого помещения.

## Коллективы
В филармонии работают актёры вокального, инструментального и разговорного жанров.
Под руководством Владлены Лагуновой работают коллективы:
- Нео-фолк ансамбль «Шалфей»
- Ансамбль артистов Биробиджанской Областной Филармонии «Бер Решит»
- Детский образцовый эстрадно-джазовый ансамбль «VИNИЛ»[5].

## Гастроли артистов филармонии
Коллектив Биробиджанской областной филармонии выезжает с концертами в районы Еврейской автономной области, Амурскую область, Хабаровский и Приморский края.
Коллективы и артисты филармонии выступают на концертах и фестивалях областного, регионального и международного уровней.
В здании филармонии проходит Международный фестиваль еврейской культуры и искусства, Региональный фестиваль славянской культуры «Русь многоликая», фестивали детского и юношеского творчества «Юные дарования», «Росток надежды», отчётные концерты ведущих творческих коллективов ЕАО.

## Гости филармонии
- Валерий Агабабов, гитарист;
- Михаил Лидский, пианист[7];
- Анастасия Волочкова[8];
- Олег Полянский, фортепиано[9];
- Ефим Шифрин[8];
- Леонид Каневский;
- Клара Новикова;
- Анжелика Варум и Леонид Агутин[8];
- Алексей Кошванец, скрипач, заслуженный артист России;
- Михаил Аркадьев, заслуженный артист России;
- Ирина Крутова, заслуженная артистка России;
- Юрий Диденко, заслуженный артист России;
- Валерий Гроховский, заслуженный артист России;
- В. Ворона, заслуженный артист России;
- Валерия (Перфилова, Алла Юрьевна)[8];
- Ирина Алфёрова;
- Тамара Гвердцители;
- Игорь Костолевский;
- Владимир Меньшов;
- Рон Уилкинс (США), тромбон;
- Чан Ти Хе (Южная Корея), скрипка;
- балет Аллы Духовой «Тодес»[9];
- рок-группы:
  - «Ночные снайперы»[10];
  - «Король и шут».

## Репертуар
- Романса трепетные звуки.
- Волшебные струны.
- Знакомство с джазом.

## Филармония — детям
- Детский музыкальный абонемент «Где рождается музыка».
- Киностудия имени…. Музыкальные истории, музыка кино.
- Звездные истории. . Программы посвящены детским композиторам.
- Победа-одна на всех. . Театрализованная концертная программа.